# Detroit Lakes
Detroit Lakes är administrativ huvudort i Becker County i den amerikanska delstaten Minnesota. Orten grundades 1871 av George Johnston. Namnet kommer från détroit som är franska för sund. Orten hette ursprungligen Detroit för att en fransk katolsk präst som hade kommit till orten hade sagt "vilket vackert sund". Namnbytet till Detroit Lakes skedde år 1926 för att staden inte skulle förväxlas med storstaden Detroit i Michigan.

## Kända personer från Detroit Lakes
- Garrett Raboin, ishockeyspelare
- Dave Reichert, politiker